# Демократски савез (Црна Гора)
 Демократски савез (ДЕМОС) је парламентарна политичка странка у Црној Гори. Настала је иступањем Миодрага Лекића из Демократског фронта.
ДЕМОС тренутно има 1 посланика у Скупштини Црне Горе.